# 大阪市立南恩加島小学校
大阪市立南恩加島小学校（おおさかしりつ みなみおかじましょうがっこう）は、大阪府大阪市大正区にある公立小学校。

## 概要
大正時代の地域の工業地帯化および宅地化に伴い、1924年11月10日に大阪市南恩加島尋常小学校として現在地に開校した。
創立記念日は11月1日としている。開校日の11月10日は同一地域内の北恩加島尋常小学校（現在の大阪市立北恩加島小学校）の創立記念日と重なるとして、創立記念日を繰り上げて実施する旨を開校当時に決定したといういきさつがある。
校区に沖縄県出身者が多く住んでいるという地域の特徴から、地域学習の一環として運動会や地域の祭り等でエイサーを実施している。また太平洋戦争の際、集団疎開先の宿舎火災により児童16人が死亡したことから、この事件を通した平和学習にも力を入れている。

## 沿革
現在の大正区（当時西区）では大正時代、地域に大工場が進出し、また工場で働く労働者が地域に移住するようになった。これに伴い地域の児童数も増加した。
児童数増加に対応し、大阪市泉尾第一尋常小学校（現在・大阪市立泉尾東小学校）と大阪市鶴町尋常小学校（現在・大阪市立鶴町小学校）の校区を再編する形で、1924年11月10日に大阪市南恩加島尋常小学校として西区（1925年港区・1932年大正区）南恩加島町2番地の8（現在地）に開校した。
開校当時、泉尾第一尋常小学校から68人・鶴町尋常小学校より313人の計381人の児童が転入している。
開校後も児童が増加したため、南恩加島尋常小学校・鶴町尋常小学校の2校の校区の一部を再編する形で、1930年9月1日付で大阪市港南尋常小学校（1941年港南国民学校）が開校している。児童123人が港南尋常小学校へ転出した。
また1933年4月1日には大阪市大正尋常小学校を設置したことに伴って従来の校区の一部を分離し、児童63人が大正校に転出している。
国民学校令により、1941年には大阪市南恩加島国民学校に改称した。
太平洋戦争の激化に伴い1944年以降学童集団疎開が実施されることになった。大正区の国民学校では徳島県方面が疎開先に割り当てられ、1944年9月19日に 徳島県美馬郡貞光町（現・つるぎ町）へと出発した。
しかし1945年1月29日、3年生男子児童の宿舎となっていた真光寺で火災が発生し、児童16人が死亡した。火災については後述「十六地蔵」の項も参照。大阪市は火災の報を受けて市内の各校に注意を呼びかけたが、直後の1945年2月には生野区・御幸森国民学校（現在・大阪市立御幸森小学校）の疎開先となっていた奈良県奈良市の宿舎でも火災があり、児童が死亡している。
1945年の大阪大空襲では地域が被災し、港南国民学校では校舎全焼の被害を受けた。終戦後の1946年、港南国民学校を南恩加島国民学校へ統合している。港南国民学校跡地は大阪市立大正西中学校（1955年設置）となった。
1947年の学制改革により大阪市立南恩加島小学校となった。1950年9月3日のジェーン台風では校舎が床上浸水する被害を受け、また地域一帯が被災したため避難所ともなった。
1984年には校地拡張が実現した。当時運動場が狭かったため体育の授業に支障が出るなどとして、学校北側に隣接していた空き地を運動場として購入・整備した。

### 年表
- 1924年11月10日 - 大阪市南恩加島尋常小学校として創立。
- 1925年10月29日 - 創立記念日を11月1日に決定。
- 1930年9月1日 - 校区の一部を、新設の港南尋常小学校（のち港南国民学校）に分離。
- 1933年4月1日 - 校区の一部を、新設の大正尋常小学校（のち大正国民学校）に分離。
- 1934年9月29日 - 室戸台風で校舎被災。
- 1941年4月1日 - 国民学校令により、大阪市南恩加島国民学校と改称。
- 1944年9月 - 徳島県西部に集団疎開。
- 1945年1月29日 - 集団疎開の宿舎 貞光町(現・つるぎ町)の真光寺で火災。逃げ遅れた3年生男子児童16名が死亡。
- 1946年 - 戦災被災により港南国民学校を統合。
- 1947年4月1日 - 学制改革により、大阪市立南恩加島小学校と改称。
- 1950年9月3日 - ジェーン台風で校舎に浸水被害。
- 1954年4月24日 - 交通安全優秀校として、大阪府警察から表彰を受ける。
- 1960年4月1日 - 養護学級を新設。
- 1965年4月1日 - 大阪市教育委員会から、道徳教育推進校に指定される。
- 1967年3月1日 - 学校安全管理と指導の成績が優秀として、大阪府教育委員会から表彰を受ける。
- 1984年3月29日 - 校地拡張。第二運動場を設置。
- 2003年1月29日 - 校内に「十六地蔵」の祈念モニュメントを設置。

## 十六地蔵
1945年1月29日夜、集団疎開で3年生男子児童の宿舎となっていた、徳島県美馬郡貞光町（現・つるぎ町）の真光寺で漏電による火災が発生し、児童29人のうち16人が逃げ遅れて死亡した。
児童らの供養のため、貞光町の町民や徳島県内の学校関係者が募金を出し合い、真光寺境内に「十六地蔵尊」を1946年に設置した。現地では毎年、命日に法要が営まれている。
徳島県在住の児童文学作家がこの話を書籍『十六地蔵物語－戦争で犠牲になった子どもたち－』（著・原田一美、画・福田庄助、文研出版、1988年、ISBN 4-580-81477-0）にまとめた。また大阪国際平和センター（ピースおおさか）の企画で、アニメ『十六地蔵物語』が製作されている。
また学校でも、火災のあった日に全校集会をおこなったり、現地でおこなわれている法要にあわせて千羽鶴を送ったりするなどの取り組みをおこなっている。2003年には、当時の児童の発案で祈念モニュメントが校内に設置されている。
火災現場に隣接する徳島県つるぎ町立貞光小学校でも十六地蔵を通した平和学習の取り組みを進めていることから、貞光小学校と南恩加島小学校との交流活動なども実施している。

## 通学区域
- 大阪市大正区 南恩加島1-7丁目（5丁目の一部を除く）、船町1-2丁目、平尾1丁目（一部）。

卒業生は大阪市立大正西中学校へ進学する。

## 交通
- 大阪シティバス 大運橋通バス停。
- 大阪環状線・Osaka Metro長堀鶴見緑地線 大正駅 南へ約3.5km。